# Kilkelly, Ireland
Kilkelly, Ireland ist der Titel einer 1983 erstmals veröffentlichten Ballade des amerikanischen Songwriters Peter Jones. In der Ballade schildert Jones die Geschichte einer irischen Familie, aus der ein Sohn in die Vereinigten Staaten emigriert, um sich dort eine neue Existenz aufzubauen. Die Wurzeln der Familie liegen im irischen Kilkelly.

## Hintergrund
Peter Jones entdeckte auf dem Dachboden seines Elternhauses eine Sammlung von Briefen, die ihn zu der Ballade inspirierte. Die Briefe wurden von seinem Ur-Ur-Urgroßvater Byran Hunt an dessen Sohn John Hunt, der 1855 von Kilkelly, Irland, auf der Suche nach Arbeit in die Vereinigten Staaten emigriert war, gesendet. Die Briefe wurden vom Schulleiter der Dorfschule geschrieben, da der Vater selbst weder lesen noch schreiben konnte. Die Große Hungersnot in Irland zwischen 1845 und 1849 hatte zur Folge, dass etwa 2 Millionen Iren auswanderten, um sich in anderen Ländern ein neues Leben aufzubauen. Die meisten von ihnen versuchten ihr Glück in Kanada, Australien, den USA sowie den Industriezentren Englands.
Der irischstämmige Musiker Robbie O’Connell beschrieb die Ballade als "tiefe Impression über das Leid und die Sehnsucht, die irische Familien damals durch die Trennung der Familien erfuhren.

## Beschreibung
Jede der fünf Strophen repräsentiert einen aus Kilkelly versendeten Brief aus den Jahren 1860, 1870, 1880, 1890 und 1892, wobei jede Strophe mit der Ortsangabe „Kilkelly, Ireland“ und der entsprechenden Jahreszahl beginnt. Berichtet werden zentrale Lebensereignisse von Familienmitgliedern wie Hochzeiten, Geburten und Todesfälle sowie deren Sehnsucht nacheinander und ihr Streben, sich eine eigene Existenz aufzubauen. Der Vater beschreibt zunächst in einem Brief an seinen Sohn, dass seine anderen Söhne ebenfalls ausgezogen seien, um in England nach Arbeit zu suchen. Auch von der bevorstehenden Hochzeit der einzigen Tochter der Eltern wird berichtet. Der Vater äußert über die Jahrzehnte immer wieder seine Sehnsucht und Hoffnung, den emigrierten Sohn wiederzusehen. Die letzte Strophe vertont, anders als die vorherigen Strophen, einen auf das Jahr 1892 datierten Brief eines der Brüder, der vom Tod des Vaters berichtet. Er habe seine letzten Tage bei der Schwester des Emigrierten verbracht und trotz eines schweren, arbeitsreichen Lebens einen schönen Lebensabend gehabt. Nur sein Wunsch, den emigrierten Sohn nach über 30 Jahren noch einmal wiederzusehen, sei ihm verwehrt geblieben.